# U-NII
U-NII (ang. Unlicensed National Information Infrastructure) – to nielicencjonowana część pasma radiowego wykorzystywana w sieciach bezprzewodowych w standardzie IEEE-802.11a, używana głównie przez bezprzewodowych dostawców Internetu (ang. Wireless Internet Service Provider, WISP). 

## Zakresy
Pasmo to dzieli się na 3 zakresy:
- U-NII Low (5-5.25 GHz) - W tym zakresie częstotliwości, przepisy nakazują używanie urządzeń z wbudowaną anteną. Ograniczenie mocy do 50mW
- U-NII Mid (5.25-5.35 GHz) - Przepisy umożliwiają użytkownikowi zainstalowanie anteny, z zastrzeżeniem korzystania z systemu przydzielania kanałów (Dynamic Frequency Selection, DFS). Ograniczenie mocy do 250mW.
- U-NII Upper (5.725 to 5.825 GHz) - Zwane także U-NII / ISM ze względu na zbieżność częstotliwości z ISM. Regulamin umożliwia użytkownikowi zainstalowanie anteny. Moc ograniczona do 1W.
- U-NII Worldwide (5.47-5.725 GHz) - Można używać zarówno na zewnątrz jak i w pomieszczeniach, z zastrzeżeniem korzystania z systemu przydzielania kanałów (Dynamic Frequency Selection, DFS). Moc ograniczona do 250mW. Ten zakres częstotliwości został dodany przez Federalną Komisję Łączności (ang. Federal Communications Commission, FCC) w 2003 roku, żeby ujednolicić częstotliwości używane przez urządzenia pracujące w U-NII w Stanach Zjednoczonych z tymi z innych części świata.

Bezprzewodowi dostawcy Internetu (ang. Wireless Internet Service Providers, WISP) zazwyczaj korzystają z zakresu 5.725-5.825 GHz.

## Kontrola
U-NII jest regulowane przez Federalną Komisję Łączności (ang. Federal Communications Commission, FCC) w obszarze 5-Ghz-owych urządzeń bezprzewodowych. Ograniczenia mocy w U-NII definiowane są przez Amerykański CFR (ang. Code of Federal Regulations) Tytuł 47 (Telekomunikacja), część 15 - Radio Frequency Devices (pol. częstotliwość urządzeń), część E - urządzenia U-NII § 15,407 - Ogólne wymagania techniczne.
Stosowane regulacje prawne w poszczególnych krajach mogą się różnić.
Europejski standard Hiperlan działa w paśmie U-NII.